# 大聖寺陣屋
大聖寺陣屋（だいしょうじじんや）は、加賀国江沼郡大聖寺（現在の石川県加賀市大聖寺町錦城山）の大聖寺城跡にあった陣屋で、大聖寺藩の藩庁である。

## 概要
大聖寺城としては関ヶ原の戦いの戦勝により前田利常の支配するところとなり、城代が置かれたが元和の一国一城令により錦城山の東側に陣屋を構えることとなった。
城郭時代標高60メートルの錦城山に本丸、二の丸、西の丸、東の丸、鐘ヶ丸の曲輪があったが北側大聖寺川畔と東側の熊坂川が堀代わりをして、陣屋となっては一切人の出入りを禁じている。
関ヶ原の戦い後の寛永16年（1639年）、加賀藩主・利常は支藩として三男の利治に7万石を与え大聖寺藩が立藩し、その後9代利之の代に高直しが10万石と行われ、最大石高の陣屋として明治維新を迎えた。
現在は公園、休憩所となり、山麓の公園（旧大聖寺藩邸庭園）と加賀市立錦城小学校、江沼神社の境内となっており、石垣と土塁の一部が残っている。

## 現存文化財
藩邸内の河道跡と、北面の石垣は加賀市指定史跡。庭園部分が「旧大聖寺藩邸庭園」として加賀市指定名勝。また、3代藩主利直が別邸として小堀遠州が設計した長流亭は、国の重要文化財に指定されている。

## 交通
- JR西日本・北陸本線大聖寺駅から徒歩14分
- 北陸自動車道・加賀ICから約10分